# Julius Bomholt

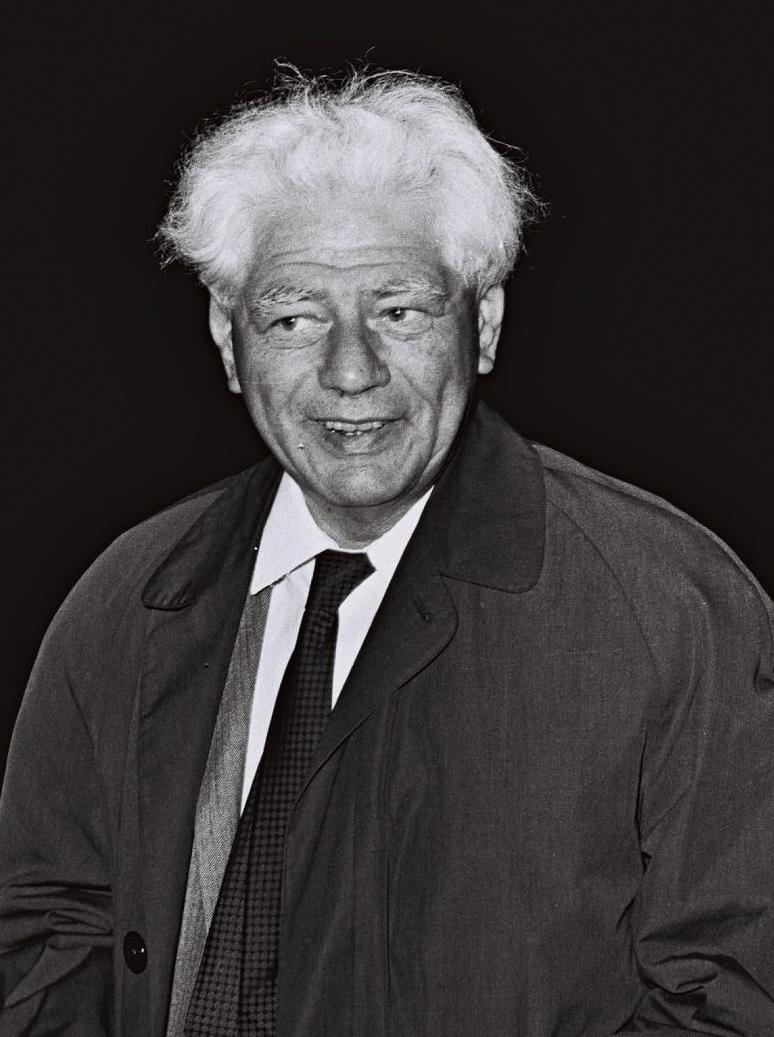
Julius Bomholt (1966)

Laurits Julius Bomholt (* 11. Juni 1896 in Alderslyst, Silkeborg; † 2. Januar 1969 in Esbjerg, Region Syddanmark) war ein dänischer Schriftsteller und Politiker der Sozialdemokraten (Socialdemokraterne), der von 1929 bis 1968 Mitglied des Parlaments (Folketing) sowie zwischen 1945 und 1950 erstmals Parlamentspräsident (Folketingets formand) war. In dieser Zeit war er zugleich von 1947 bis 1950 Mitglied sowie von 1949 bis 1950 Vorsitzender des Grönlandausschusses des Parlaments. Er war ferner 1950 sowie zwischen 1953 und 1957 Bildungsminister, von 1957 bis 1961 Sozialminister sowie zwischen 1961 und 1964 Kulturminister. Als Bildungsminister war er 1956 maßgeblich an der Gründung der Staatlichen Kunststiftung (Statens Kunstfond) beteiligt, die 1961 dem neu geschaffenen und von ihm geleiteten Kulturministerium zugeordnet wurde. Danach war er von 1964 bis 1968 erneut Parlamentspräsident. 1966 wurde ihm für seine langjährigen kulturellen Leistungen die Verdienstmedaille Ingenio et arti verliehen.

## Leben

### Lehrer, Mitglied und Präsident des Folketing
Laurits Julius Bomholt, Sohn des Papierarbeiters Martinus Bomholt, begann nach dem Besuch der Th. Langs Skoler in Silkeborg ein Studium der christlichen Theologie, welches er 1921 mit einem Cand. theol. beendete. Er war daraufhin 1921 kurzzeitig Lehrer an seiner ehemaligen Schule sowie zwischen 1921 und 1922 Lehrer an der Askov Højskole. Im Anschluss wechselte er 1922 als Lehrer an die Arbejderhøjskolen in Esbjerg, deren Rektor er von 1924 bis 1929 war. Während dieser Zeit war er zwischen 1924 und 1941 Mitglied des Vorstands der Sozialdemokratischen Union in Esbjerg, von 1924 bis 1929 Mitglied des Sekretariats der Sozialdemokratischen Jugend Dänemarks DSU (Danmarks Socialdemokratiske Ungdom) und gleichzeitig Herausgeber der sozialdemokratischen Zeitung „Rød Ungdom“. 
Am 24. April 1929 wurde er für die Sozialdemokraten (Socialdemokraterne) Mitglied des Parlaments (Folketing) und vertrat in diesem bis zum 23. Januar 1968 den Wahlkreis Ribe Amtskreds. Er war ferner von 1932 bis 1945 Literaturredakteur bei „Social-Demokraten“, der 1871 gegründeten und in Kopenhagen erscheinenden Tageszeitung der Arbeiterbewegung, und engagierte sich zwischen 1933 und 1941 als Mitglied des Stadtrates von Esbjerg auch in der Kommunalpolitik. Des Weiteren war er von 1934 bis 1953 Mitglied des Radiorates, dessen Vorsitzender er zwischen 1940 und Februar 1950 war, sowie zugleich von 1937 bis 1950 Mitglied des Dänischen Rundfunks (Statsradiofonien). 1939 wurde er außerdem Mitglied des Vorstandes der Sozialdemokratischen Union und gehörte diesem bis 1957 an.
Nach dem Ende der deutschen Besetzung Dänemarks im Zweiten Weltkrieg wurde Bomholt am 24. November 1945 als Nachfolger von Hans Rasmussen erstmals Parlamentspräsident (Folketingets formand) und bekleidete dieses Amt bis 22. Februar 1950, woraufhin Gustav Pedersen ihn ablöste. Er war zudem zwischen 1945 und 1947 Mitglied der Parlamentarischen Kommission sowie von 1947 bis 1950 Mitglied sowie von 1949 bis 1950 Vorsitzender des Grönlandausschusses des Parlaments (Rigsdagens Grønlandsudvalg). Des Weiteren war er zwischen 1947 und 1951 Vorsitzender des Gemeinsamen Rates zur Verbreitung der dänischen Kultur im Ausland (Fællesrådet for dansk Kulturs Udbredelse i Udlandet) sowie von 1948 bis 1950 Vorsitzender der Jugendschulkommission. Darüber hinaus fungierte er zwischen 1948 und 1950 als Vorsitzender des Außenpolitischen Rates (Det Udenrigspolitiske Nævn) und war von 1948 bis Mai 1950 sowie erneut 1951 Mitglied der Verfassungskommission und ferner 1949 Mitglied der Nationalen UNESCO-Kommission.

### Bildungs-, Sozial- und Kulturminister sowie zweite Folketing-Präsidentschaft

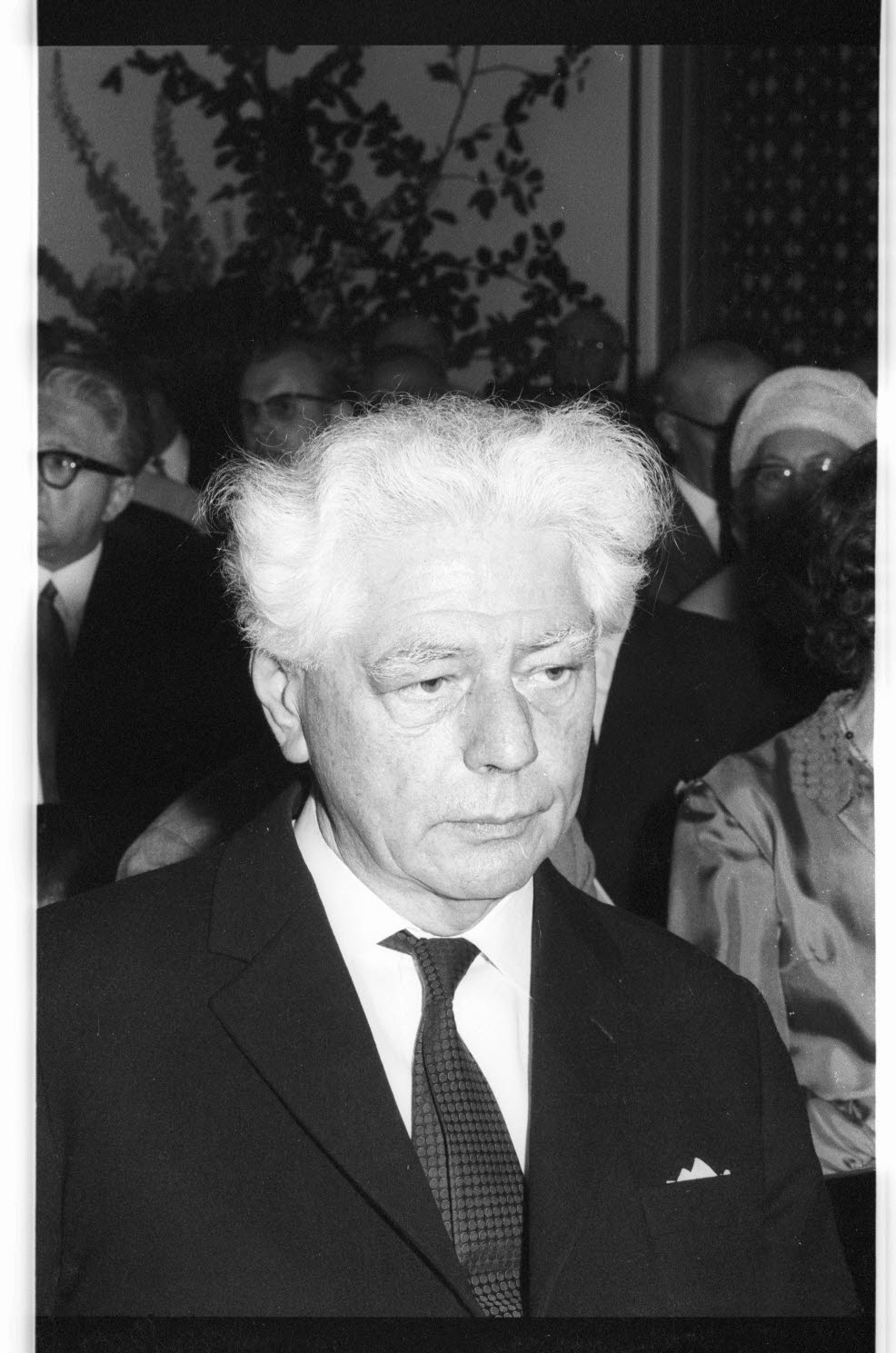
Julius Bomholt als Präsident des dänischen Parlaments (20. Juni 1966).

Als Nachfolger von Hartvig Frisch übernahm Julius Bomholt am 22. Februar 1950 das Amt als Bildungsminister (Undervisningsminister) in der Regierung Hedtoft I und bekleidete dieses Ministeramt bis zum 30. Oktober 1950. Danach engagierte er sich zwischen 1952 und 1957 als Mitglied des Hauptvorstands von Grænseforeningen, ein großer dänischer Kulturverein, der 1920 nach der Volksabstimmung in Schleswig gegründet wurde und den dänisch orientierten Bevölkerungsteil südlich der seitherigen Grenze unterstützt, sowie von 1953 bis 1954 als Vorstandsmitglied des Rask-Ørsted Fondet, ein öffentlich finanzierter Fonds, der 1919 mit dem Ziel gegründet wurde, die dänische Beteiligung an der internationalen Forschungszusammenarbeit zu unterstützen.
Am 30. September 1953 übernahm Bomholt in der Regierung Hedtoft II erneut das Amt als Bildungsminister. Nach dem Tode von Ministerpräsident Hans Hedtoft am 29. Januar 1955 bekleidete er das Amt vom 29. Januar 1955 bis zum 28. Mai 1957 auch in der Regierung Hansen I. Als Bildungsminister war er 1956 maßgeblich an der Gründung der Staatlichen Kunststiftung (Statens Kunstfond) beteiligt, die 1961 dem neu geschaffenen und von ihm geleiteten Kulturministerium zugeordnet wurde. Er engagierte sich des Weiteren als Mitglied des Vorstands des Kronprinsesse Ingrids Fond.
In der darauf folgenden Regierung Hansen II übernahm er am 28. Mai 1957 den Posten als Sozialminister (Socialminister). Dieses Amt behielt er vom 21. Februar 1960 bis zum 18. November 1960 auch in der Regierung Kampmann I sowie vom 18. November 1960 bis zu seiner Ablösung durch Kaj Bundvad am 7. September 1961 in der Regierung Kampmann II. Im Zuge dieser Regierungsumbildung vom 7. September 1961 übernahm er in der Regierung Kampmann II das neu geschaffene Amt als Kulturminister (Minister for kulturelle anliggender), welches er vom 3. September 1962 bis zum 26. September 1964 auch in der Regierung Krag I innehatte.
Zuletzt wurde Julius Bomholt am 6. Oktober 1964 als Nachfolger von Gustav Pedersen zum zweiten Mal Parlamentspräsident und bekleidete die Funktion als Folketingets formand bis zum 22. Januar 1968, woraufhin Karl Skytte ihn ablöste. Während dieser Zeit war er zwischen 1964 und 1966 erneut Vorsitzender des Außenpolitischen Rates sowie zwischen 1964 und 1968 Vertreter des Folketing im Nordischen Rat.
Ihm zu Ehren wurde der von 2012 bis 2019 vom Kulturministerium verliehene Julius Bomholt Prisen benannt, den Hans Christian Gulløv, Einar Lund Jensen, Kristine Raahauge (jeweils 2012), John T. Lauridsen (2013), Karl Peder Pedersen (2014), Peter Birkelund (2015), Annette Hoff (2016), Ernst Albin Hansen (2017), Bjarne Grønnow (2018) sowie Palle Eriksen und Per Ole Rindel (2019) erhielten.

## Veröffentlichungen
Julius Bomholt hatte neben seiner politischen Laufbahn zahlreiche kulturpolitische Artikel in Magazinen und Fachzeitschriften verfasst und war neben P. Nørgaard 1932 Mit-Autor des Hörspiels Nye signaler. Er verfasste Biografien über den Schriftsteller Harald Bergstedt sowie zu Politikern wie Thorvald Stauning, Hans Hedtoft und H. C. Hansen. Zu seinen zahlreichen Werken gehören:

### Politische, kulturelle und literarische Themen
- Dansk digtning, 1930
- Arbejderkultur, 1932
- Moderne skribenter, 1933
- Togter, 1935
- Harald Bergstedt, 1938
- Den danske folkeskole, 1938
- Nordiske profiler, 1944
- Kulturproblemer, 1945
- Før uvejret, 1947
- Bogen om Stauning, skrevet af hans venner, Herausgeber 1950
- Grønland foran en ny epoke, 1950
- Mennesket i centrum, 1953
- Idé og arbejde, 1953
- Folkeskolens reform, 1953
- Fra den billige bog til fjernsynet, 1954
- Hans Hedtoft, liv og virke, Mitherausgeber H. C. Hansen, 1955
- Vision og virkelighed, 1955
- Fra nummer 21, Reden, 1957
- Bogen om H.C. Hansen, Mitherausgeber Viggo Kampmann, 1960
- Esbjerg Højskole 1910–1960, Mitherausgeber Poul Hansen und Ivar Nørgaard, 1960
- Revolutionens tredie fase, 1963

### Lyrik und Prosa
- Længsel I-II, 1944
- Blomstrende grene, 1947
- Det egentlige, 1953
- På vej til livet, 1954
- Vinterlys, 1956
- Himmerigs dør, 1956
- Svalerne, 1957
- Døgnflue og evighed, 1958
- Hinsides Bjerget, 1959
- Ukendte ven, 1960
- Solhverv, 1961
- M. F., 1962
- Hvor er du?, 1963
- Eventyret om fattighuset, 1964.